# Cylindrophis
Cylindrophis, del griego clasico κύλινδρος (kúlindros), "cilindro", y ὄφις (óphis), "serpiente", es el único género de la familia monotípica de serpientes subterráneas de los cilindrófidos (Cylindrophiidae). Son propias de la región indomalaya, la Wallacea y las islas Aru.

## Especies
Se reconocen las 13 siguientes especies:
- Cylindrophis aruensis Boulenger, 1920
- Cylindrophis boulengeri Roux, 1911
- Cylindrophis burmanus Smith, 1943
- Cylindrophis engkariensis Stuebing, 1994
- Cylindrophis isolepis Boulenger, 1896
- Cylindrophis jodiae Amarasinghe, Ineich, Campbell & Hallermann, 2015
- Cylindrophis lineatus Blanford, 1881
- Cylindrophis maculatus (Linnaeus, 1758)
- Cylindrophis melanotus Wagler, 1830
- Cylindrophis mirzae Amarasinghe, Ineich, Campbell & Hallermann, 2015
- Cylindrophis opisthorhodus Boulenger, 1897
- Cylindrophis ruffus (Laurenti, 1768)
- Cylindrophis yamdena Smith & Sidik, 1998